# Andrea Nuti
Andrea Nuti (Milano, 8 aprile 1967) è un ex velocista italiano, vicecampione europeo indoor dei 400 metri a Genova 1992.
Argento con la staffetta 4x400 m ai campionati mondiali indoor di Barcellona 1995 e bronzo a quelli di Siviglia 1991, ove la squadra italiana stabilì, con Vaccari, Petrella ed Aimar l'attuale record italiano indoor: 3'05"51.

## Biografia
Ha fatto parte della squadra nazionale di atletica leggera per 10 anni, riuscendo ad essere uno dei quattrocentisti italiani più longevi in termini di presenza e risultati.
Terminata la carriera di atleta, ha iniziato ad allenare alcune promesse e atleti affermati, assieme al suo storico allenatore Antonio Cecconi. Dal 2006 ha preparato l'atleta della forestale Manuela Grillo che, nel 2008, ha partecipato alle Olimpiadi di Pechino.
Nel 2002 ha iniziato la carriera di preparatore atletico nel calcio, dapprima nel settore giovanile dell'Inter, con i seguenti risultati:
-	dal 2002 al 2005: giovanissimi regionali e nazionali (campioni d'Italia nel 2002-2003 e 2005-2006);
-	dal 2006 al 2009: allievi regionali e allievi nazionali (campioni d'Italia nel 2007- 2008);
-       dal 2010-2011: primavera (vincitori trofeo Viareggio 2011).
.
Nella stagione 2010 ha seguito la preparazione ed il recupero degli infortunati nel team plurititolato di José Mourinho,contribuendo al conseguimento del noto "triplete".
L'11 luglio 2012 è stato presentato come preparatore atletico nello staff del Carpi, dal 28 aprile 2015 promosso in Serie A.
Come commentatore sportivo di atletica ha collaborato con la RAI in occasione di Campionati Europei di Monaco nel 2002, dei Campionati Mondiali di Parigi del 2003 e delle Olimpiadi di Atene 2004 (faceva parte degli ospiti di "Buonanotte Atene").

### Carriera
In carriera ha preso parte a due edizioni dei Giochi olimpici, Barcellona 1992 e Atlanta 1996, ottenendo come miglior risultato un 6º posto nella finale della staffetta 4x400 m a Barcellona. È stato e nove volte campione italiano assoluto dei 400 metri piani (cinque outdoor e quattro indoor).
Questa la cronologia delle sue competizioni nazionali e internazionali:
1998: 4º classificato campionati europei indoor, Budapest, 4x400mt;
1997: 7º classificato campionati mondiali outdoor, Athens, 4x400mt/campione italiano outdoor 400mt;
1996: qualificato alle semifinali delle Olimpiadi di Atlanta 4x400mt/4º qualificato agli Europei indoor, Paris-400mt/campione italiano indoor e outdoor, 400mt
1995: 2º qualificato campionato mondiale indoor, Barcelona 4x400mt/semifinalista campionato del mondo outdoor, Göteborg 440mt/campione italiano indoor e outdoor, 400mt
1994: 4º qualificato campionato europeo outdoor,4x400mt/campione italiano indoor e outdoor, 400mt
1993: campione italiano outdoor, 400mt
1992: 6º qualificato alle Olimpiadi di Barcellona,4x400mt/2º qualificato campionato europeo indoor, Genova 400mt/campione italiano indoor e outdoor, 400mt
1991: 3º qualificato campionato mondiale indoor, Sevilla 4x400mt/campione italiano indoor e outdoor, 400mt
1990: 4º qualificato campionato europeo outdoor, Spalato 4x400mt/campione italiano indoor e outdoor, 400mt

## Palmarès
| Anno | Manifestazione              | Sede              | Evento  | Risultato | Tempo   | Note             |
| ---- | --------------------------- | ----------------- | ------- | --------- | ------- | ---------------- |
| 1991 | Campionati mondialii indoor | Siviglia          | 4x400 m | Bronzo    | 3'05"51 | Record nazionale |
| 1995 | Campionati mondialii indoor | Barcellona        | 4x400 m | Argento   | 3'09"12 |                  |
| 1992 | Campionati europei indoor   | Genova            | 400 m   | Argento   | 46"37   | [ 5 ]            |
| 1995 | Coppa Europa                | Villeneuve d'Ascq | 400 m   | Argento   | 46"40   | [ 6 ]            |

Titoli italiani individuali (9)
- Campionati italiani assoluti
  - 400 m: 5 titoli, (1990, 1991, 1993, 1995 e 1996)
- Campionati italiani assoluti indoor
  - 400 m: 4 titoli, (1990/1992 e 1994)